# Барт, Амаде
Амаде (Амадеус) Барт (фр. Amadé Barth; 1899—1926) — швейцарский художник-авангардист.

## Биография
Образование получил в Школе изобразительных искусств в Берне. В 1920-24 годах жил в Париже.
Путешествовал по всей Европе: побывал в Амстердаме, Лондоне, Берлине, Стокгольме.
С 1923 года выставлялся в парижском Салоне независимых (Salon des Indépendants), в 1922—1924 годах — в Осеннем салоне и в Салоне Тюильри с 1924 по 1927 год.
Тяжело заболев, лечился в Швейцарии и Швеции. Умер в шведском санатории.
Был женат на шведской художнице Сигне Барт.

## Творчество
Авангардист. Автор пейзажей, мастер натюрморта.

Некоторые работы
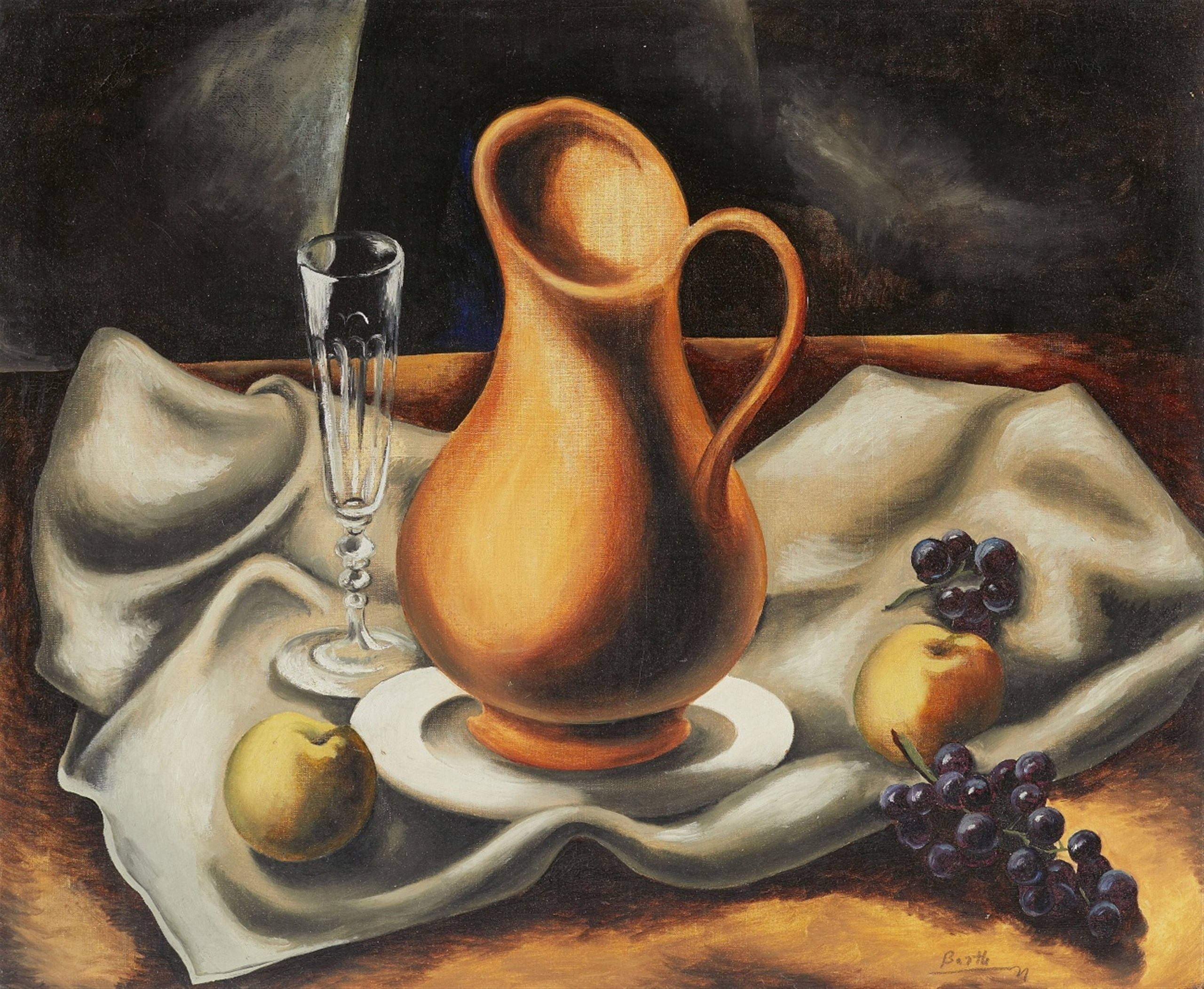
Натюрморт, 1921 год
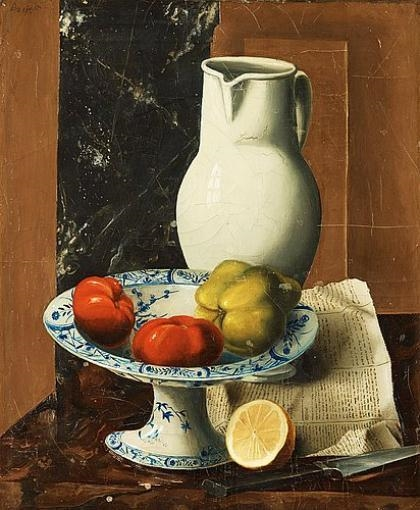
Натюрморт с белым кувшином и фруктами